# Bulbophyllum tricanaliferum
Bulbophyllum tricanaliferum är en orkidéart som beskrevs av Johannes Jacobus Smith. Bulbophyllum tricanaliferum ingår i släktet Bulbophyllum och familjen orkidéer. Inga underarter finns listade i Catalogue of Life.